# Plage de Aguete
La plage de Aguete est une plage galicienne située  dans la commune de Marín dans la province de Pontevedra, en Espagne. Elle a une longueur de 920 mètres et est située sur la ria de Pontevedra à 10 km de Pontevedra.

## Description
C'est une plage en demi-coquille sur la ria de Pontevedra près de la ville de Marín. Dans les environs se trouve le port d'Aguete, où de nombreux bateaux mouillent à l'ancre, ainsi que le port de plaisance d'Aguete et le Royal Club de la Mer d'Aguete. Le sable y est doré et elle est à l'abri des vents, avec des eaux calmes propices à la pratique des sports nautiques : ski nautique, voile, jet ski, planche à voile et pédalo.   
Le drapeau bleu y flotte.  

## Accès
Depuis Pontevedra, on prend la route côtière PO-12 et PO-11 en direction de Marín. À Marín on prend la route PO-551 et à l'extrémité de la zone clôturée du terrain de l'école navale la petite route menant aux plages. 

## Galerie de photos

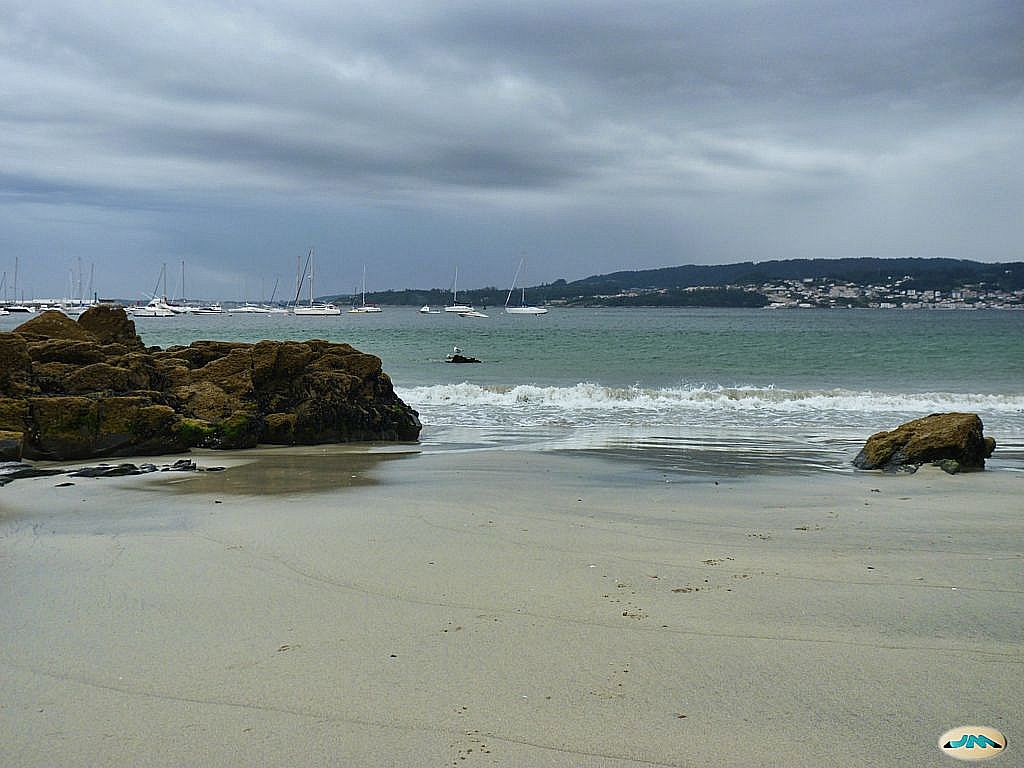
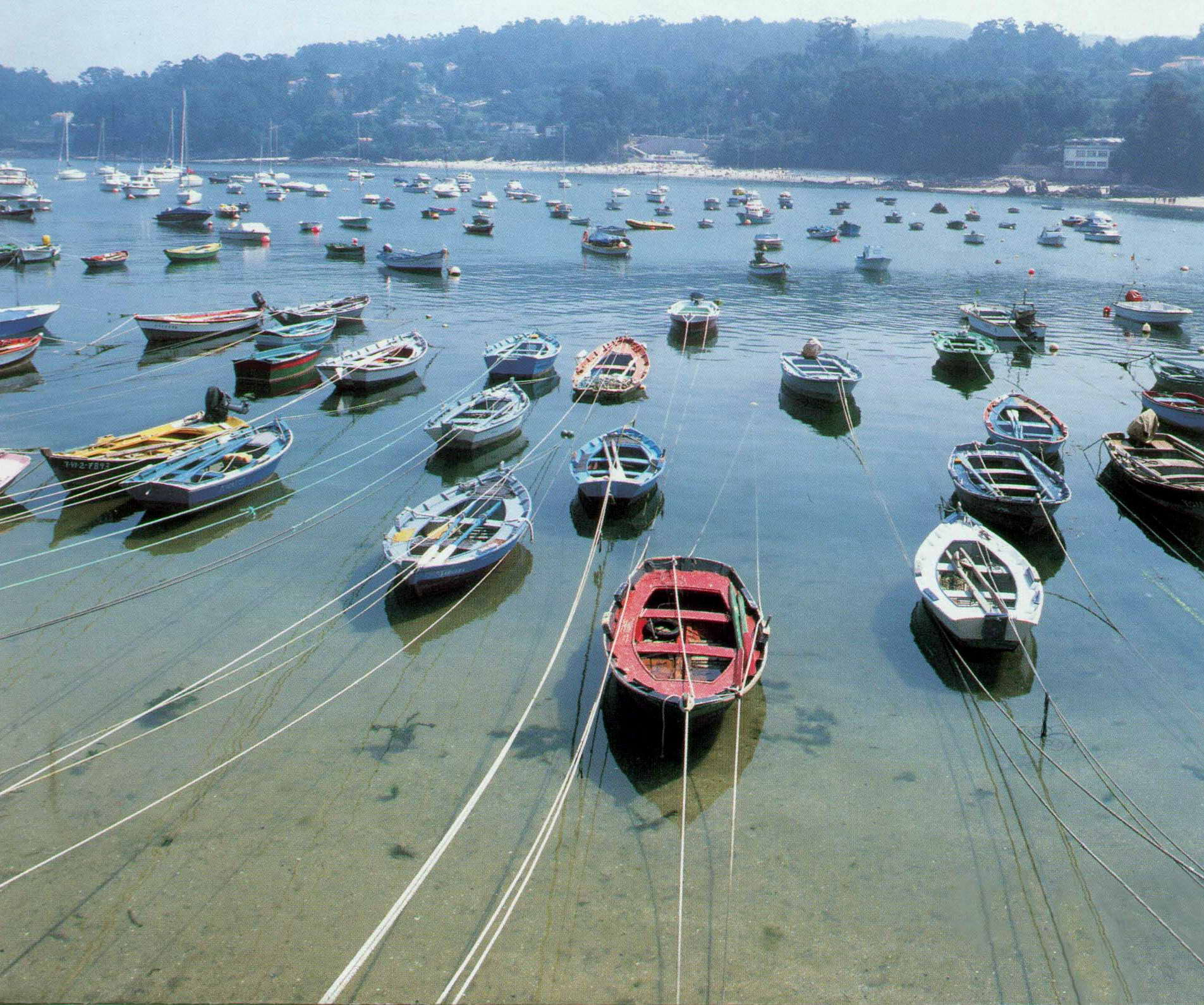
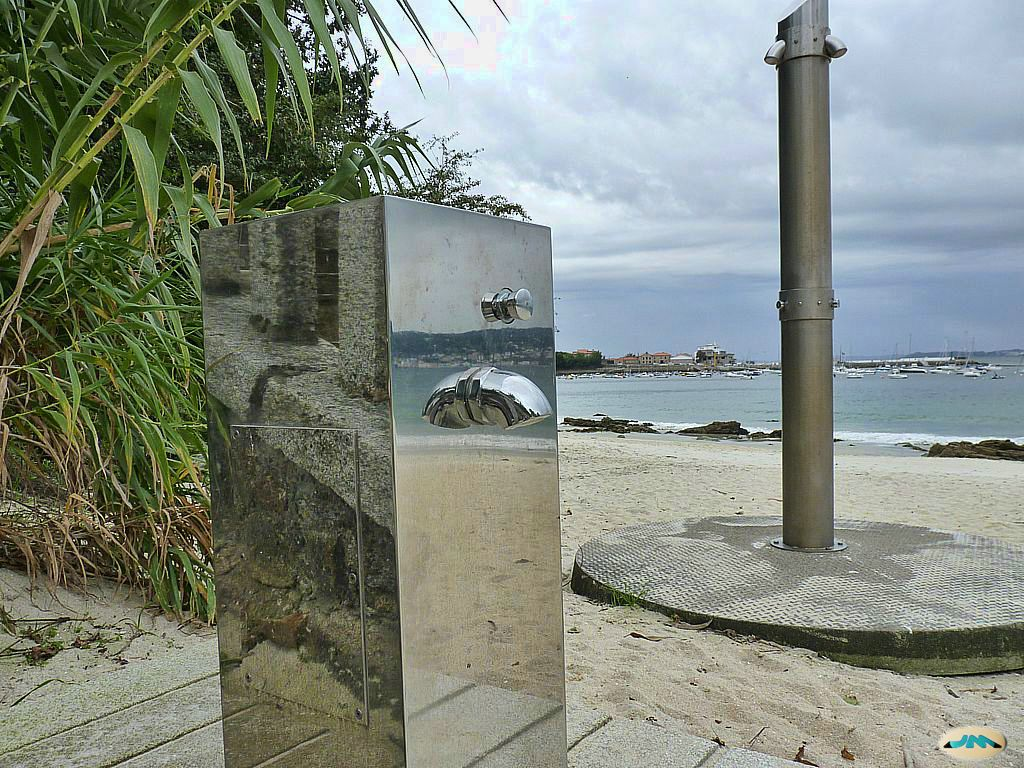
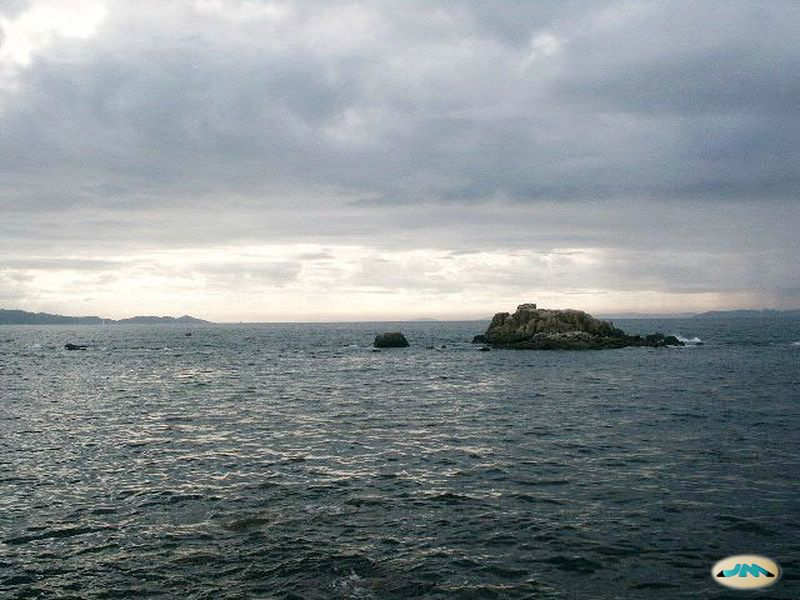
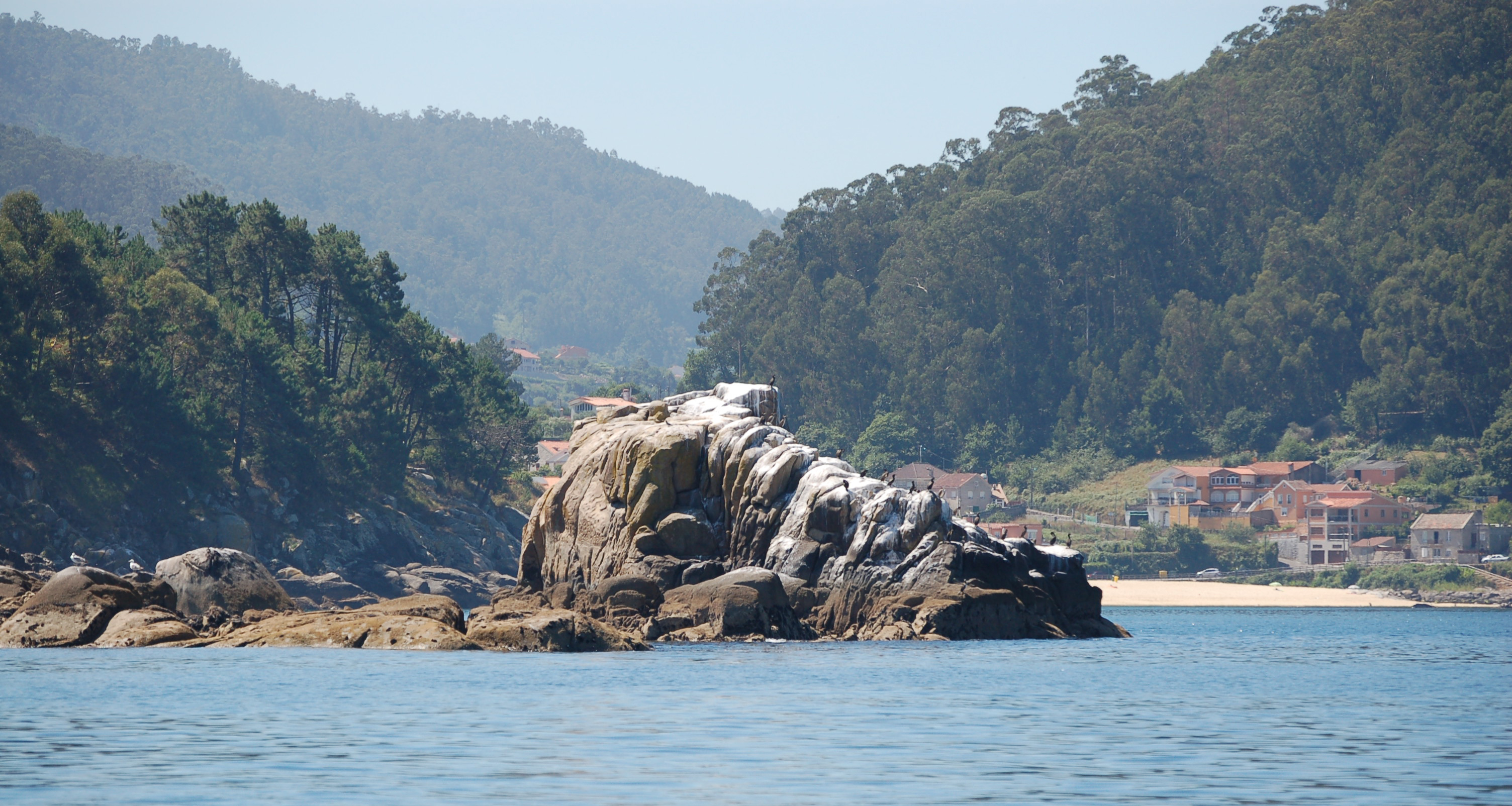

## Voir également

### Autres articles
- Marín
- Ria de Pontevedra
- Rias Baixas
- Plage de Mogor
- Plage du Lérez
- Plage de Portocelo
- Plage de Lapamán